# Daniel Bierofka
Daniel Bierofka (* 7. Februar 1979 in München) ist ein ehemaliger deutscher Fußballspieler und nunmehriger -trainer.
Der offensive Mittelfeldspieler spielte in den ersten Jahren seiner Profikarriere beim TSV 1860 München, bei Bayer 04 Leverkusen und dem VfB Stuttgart in der Bundesliga. Bei Leverkusen kam er auch zu Einsätzen in der Champions League. 2002 bestritt er drei Spiele für die Nationalmannschaft. Ab 2007 spielte er viele Jahre wieder für den TSV 1860 München in seiner Heimatstadt, nunmehr in der 2. Bundesliga, und beendete seine Spielerlaufbahn im Sommer 2014.
Nach seiner Spielerkarriere schlug Bierofka die Trainerlaufbahn ein. Er war Jugend- und Cheftrainer des TSV 1860 München, Cheftrainer beim österreichischen Zweitligisten FC Wacker Innsbruck und trainierte zuletzt bis Sommer 2023 die U17 der Spielvereinigung Unterhaching.

## Sportliche Laufbahn

### Vereinskarriere

#### Jugend
Im Jahre 1985 begann Bierofka bei der SpVgg Feldmoching, für die bereits sein Vater Willi und sein Großvater gespielt hatten, mit dem Fußballspielen. 1993 wechselte er aus dem Münchner Norden in den Süden der bayerischen Landeshauptstadt. Bei der SpVgg Unterhaching spielte er eine Saison und ging 1994 zur Nachwuchsabteilung des FC Bayern München. Im Frühjahr 1998 bestritt Bierofka seinen ersten Einsatz für die Amateurmannschaft in der Regionalliga Süd, ab Sommer 1998 war er Stammspieler. Bis 2000 kam er 47-mal für die Zweitvertretung des FC Bayern zum Einsatz und erzielte zwei Tore.

#### 1860 München
Im Sommer 2000 verließ Bierofka den FC Bayern und wechselte an die wenige hundert Meter entfernte Grünwalder Straße. Beim TSV 1860 München wurde er sofort Stammspieler in der Fußball-Bundesliga. Bis 2002 bestritt er 55 Ligaspiele für 1860 und erzielte dabei sieben Tore. Darüber hinaus kam er in beiden Qualifikationsspielen zur Champions League zum Einsatz, er spielte fünfmal im UEFA-Pokal und fünfmal im DFB-Pokal.

#### Bayer Leverkusen
Zur Saison 2002/03 wechselte Bierofka zu Bayer 04 Leverkusen. In den folgenden beiden Spielzeiten kam er regelmäßig zum Einsatz; er stand in 62 Ligaspielen auf dem Platz und erzielte elf Tore. Im Herbst 2004 wurde er durch einen Bandscheibenvorfall zurückgeworfen und pausierte drei Monate. Er kam in der Saison 2004/05 auf 16 Einsätze und ein Tor, dabei stand er nie in der Startelf. In seinen drei Jahren bei Bayer Leverkusen kam er neben seinen Einsätzen in der Liga auch auf drei Einsätze im Ligapokal und acht im DFB-Pokal, bei denen er zwei Treffer markierte. Außerdem wurde Bierofka neunmal in der Champions League eingesetzt und spielte einmal in der zweiten Mannschaft (ein Tor). Im Sommer 2005 verließ er Leverkusen und wechselte zum VfB Stuttgart.

#### VfB Stuttgart

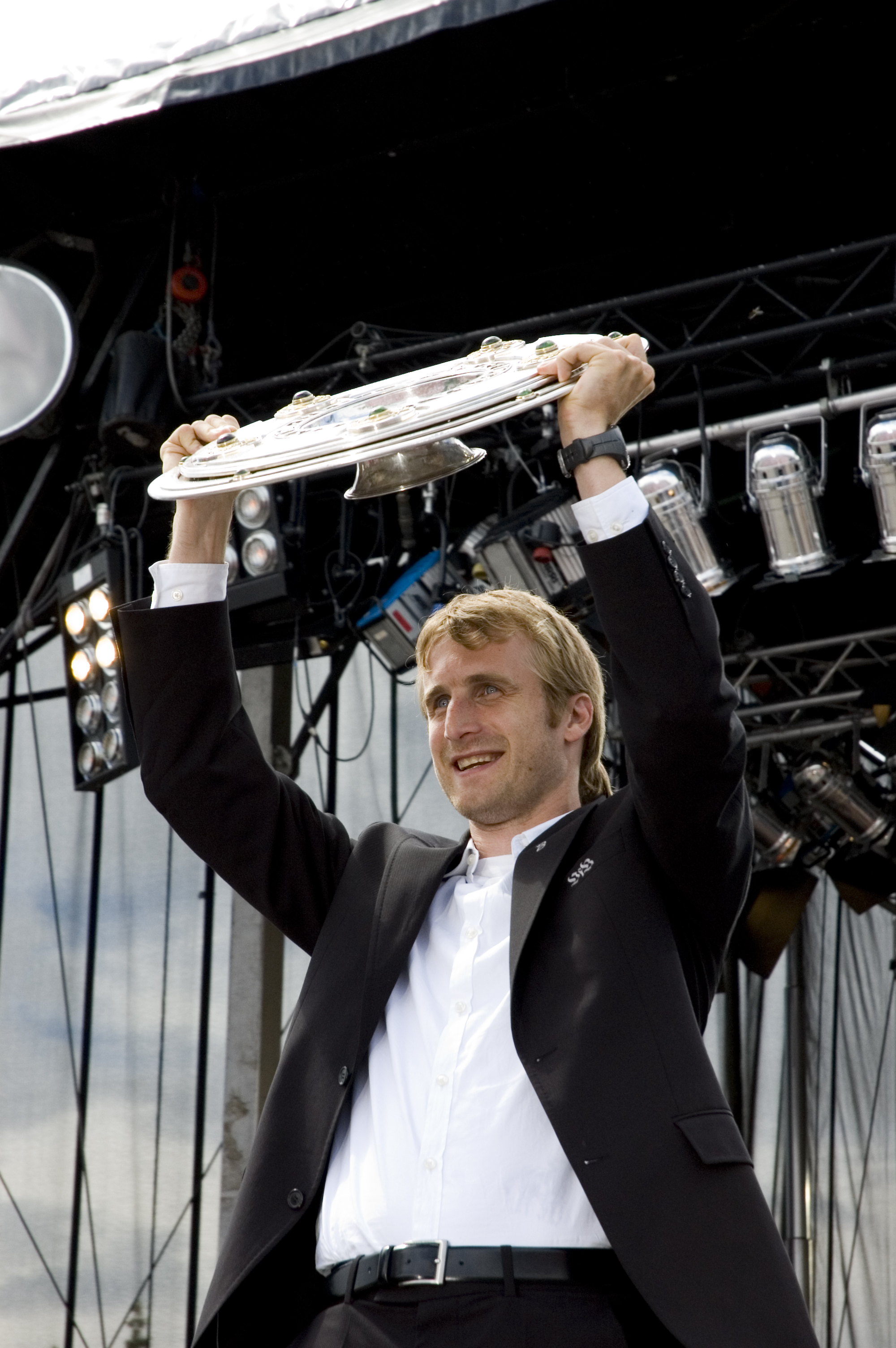
Daniel Bierofka bei der Meisterfeier 2007

Nach seinem Wechsel nach Stuttgart fiel Bierofka bereits in der Vorbereitung zur Spielzeit 2005/06 aus, als er im Testspiel gegen den AC Siena mit einem Knöchelbruch ausgewechselt wurde. Durch viele Komplikationen und Rückschläge unterzog er sich zwölf Operationen innerhalb eines halben Jahres. Erst am 25. März 2006 absolvierte er gegen seinen alten Verein Bayer Leverkusen sein erstes Pflichtspiel für den VfB. Dieses Spiel war der einzige Saisoneinsatz in der ersten Mannschaft; in der zweiten Mannschaft spielte er in der Rückrunde sechsmal.
Mit Beginn der Saison 2006/07 war er nach überstandener Verletzung wieder einsatzfähig. Er gewann mit dem VfB Stuttgart in dieser Saison die deutsche Meisterschaft, kam jedoch nur zwölfmal zum Einsatz. Ein Tor blieb ihm in seiner Zeit in Stuttgart verwehrt. Im DFB-Pokal wurde er dreimal eingesetzt, hier erzielte er einen Treffer. Insgesamt absolvierte Bierofka für den VfB 16 Pflichtspiele, davon nur eines über die volle Spieldauer.

#### Rückkehr zu 1860

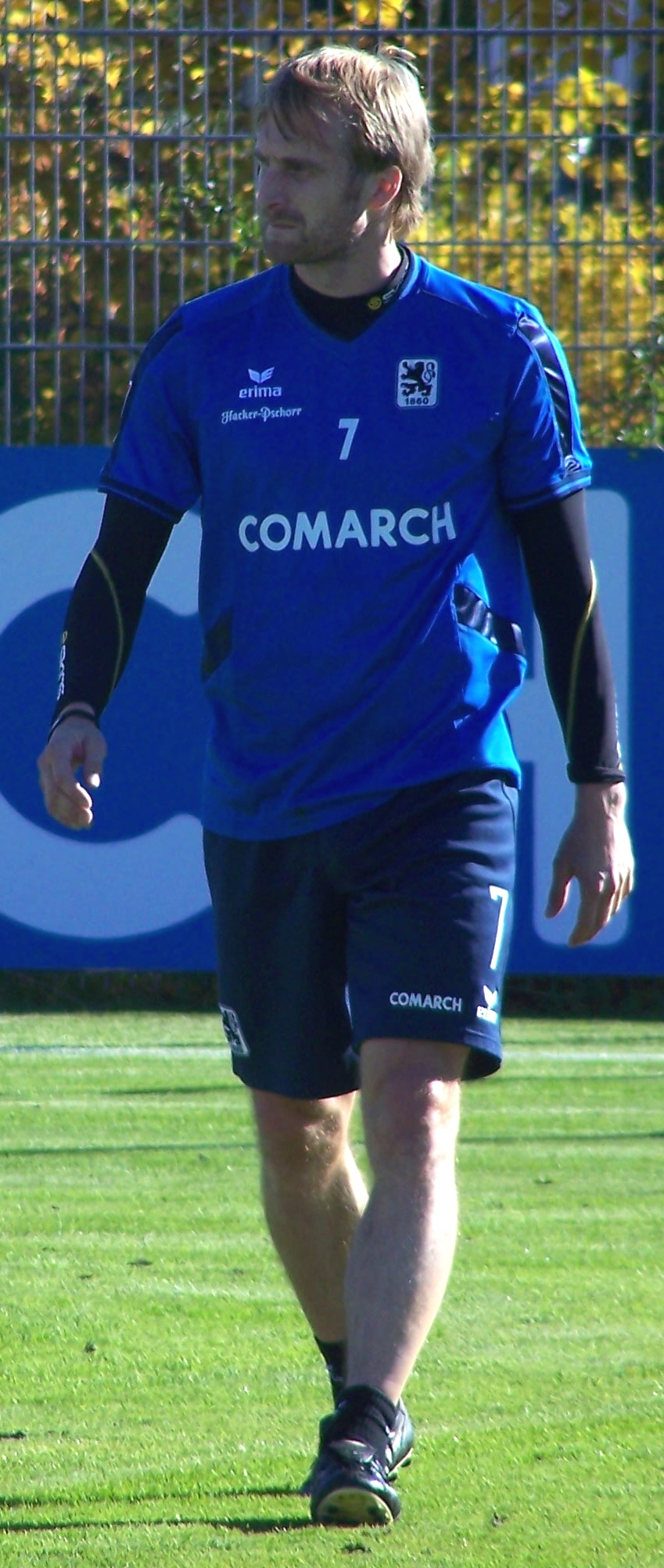
Bierofka im Training, 2010

Im Sommer 2007 kehrte er zu 1860 München zurück. Im Gegenzug wechselte Christian Träsch zum VfB, der bei 1860 noch nicht in der ersten Mannschaft zum Einsatz gekommen war, in Stuttgart aber innerhalb der nächsten beiden Jahre zum Nationalspieler aufsteigen sollte.
Bierofka bestritt in der Spielzeit 2007/08 32 Spiele in der 2. Bundesliga, wobei er sieben Tore erzielte. Im Sommer 2008 löste er Danny Schwarz als Mannschaftskapitän ab. In der Folgesaison kam er verletzungsbedingt nur auf elf Einsätze. Im Herbst 2008 pausierte er nach einer Bandscheibenoperation für zwei Monate. Am 22. Februar 2009 wurde er im Ligaspiel gegen den MSV Duisburg mit Adduktorenproblemen ausgewechselt und bestritt danach bis Saisonende kein Spiel mehr. Im Sommer 2009 wurde er erneut an der Bandscheibe operiert. Auch gab er die Kapitänsbinde wieder ab; in der Spielzeit 2009/10 war Benny Lauth Spielführer. Er stand in dieser Saison bei keinem Spiel im Aufgebot des TSV 1860. In der Vorbereitung zur neuen Spielzeit 2010/11 wurde Bierofka nach fast 15 Monaten Pause wieder eingesetzt; Trainer Reiner Maurer ernannte ihn auch wieder zum Kapitän. Am 14. August 2010 wurde er in der DFB-Pokalpartie beim SC Verl eingewechselt, er bestritt damit sein erstes Pflichtspiel nach 539 Tagen verletzungsbedingter Pause. Neun Tage später stand er beim Saisonauftakt beim Auswärtsspiel gegen den VfL Bochum in der Startaufstellung. Er bestritt in der Spielzeit 2010/11 25 Spiele. Im März 2011 wurde er zum 19. Mal in seiner Karriere operiert.
Bis zur Winterpause der Spielzeit 2011/12 stand er bis auf eine Partie, in der er gelbgesperrt fehlte, immer in der Startaufstellung. Er erzielte in diesen 18 Spielen fünf Tore und bereitete drei weitere vor. Meist wurde er aber nicht auf der offensiven Seitenbahn eingesetzt, sondern im zentralen defensiven Mittelfeld. Auch nach der Winterpause gehörte er zur Stammbesetzung des TSV 1860. In der Spielzeit 2012/13 kam er auf 30 Einsätze in der 2. Bundesliga; an den letzten Spieltagen fehlte er aufgrund einer Sehnenentzündung am Fuß.
Mit Ende der Spielzeit 2013/14 beendete Bierofka seine Spielerlaufbahn.

### Nationalmannschaft
Bierofka kam zwischen 1999 und 2001 zu 22 Einsätzen in U-21-Nationalmannschaft, bei denen er sieben Tore erzielte.
Bierofka wurde im Mai 2002 von Rudi Völler für den vorläufigen Kader der A-Nationalmannschaft für die Fußball-Weltmeisterschaft 2002 nominiert. Am 9. Mai 2002 kam er zu seinem Debüt in der A-Nationalmannschaft, als er im Länderspiel gegen Kuwait eingewechselt wurde. Ein paar Tage später kam er zu seinem zweiten Einsatz, als er am 18. Mai im Spiel gegen Österreich eingewechselt wurde und kurz darauf das Tor zum 6:2-Endstand markierte. Ein Platz im endgültigen WM-Kader blieb Bierofka allerdings verwehrt. Seinen letzten Einsatz im Trikot des DFB hatte er am 21. August 2002 im Spiel in Bulgarien, wo er in der Startaufstellung stand.

## Trainerlaufbahn

### Verschiedene Stationen bei 1860
Nach dem Ende seiner Spielerkarriere wurde Bierofka Trainer der U16 des TSV 1860. Im Februar 2015 wurde er als Nachfolger von Torsten Fröhling, der Cheftrainer der ersten Mannschaft wurde, Trainer der zweiten Mannschaft.
Am 19. April 2016 übernahm Bierofka vier Spieltage vor dem Ende der Saison 2015/16 die auf dem 17. Tabellenplatz stehende Zweitligamannschaft der Löwen vom beurlaubten Benno Möhlmann. Die Löwen gewannen ihre ersten drei Spiele unter Bierofka, womit der Mannschaft noch vor dem letzten Spieltag der Klassenerhalt gelang. Da Bierofka nicht die erforderliche Trainerlizenz besaß, konnte er nur mit Sondergenehmigung der DFL als Trainer tätig sein. Diese lief zum 9. Mai 2016 ab. Für das letzte Saisonspiel gegen den FSV Frankfurt folgte ihm Denis Buschujew im Amt.
Zur Saison 2016/17 übernahm Bierofka die in der viertklassigen Regionalliga Bayern spielende zweite Mannschaft (U21) der Löwen.
Am 22. November 2016 übernahm er erneut die nach 13 Spieltagen auf dem 14. Tabellenplatz stehende erste Mannschaft des TSV 1860 von Kosta Runjaic als Interimstrainer bis zur Winterpause. Danach gehörte er dem Trainerstab des neuen Trainers Vítor Pereira – neben seiner Tätigkeit als Cheftrainer der zweiten Mannschaft – als Co-Trainer an. Unter Bierofka holten die Löwen drei Punkte aus drei Spielen. Beim letzten Spiel vor der Winterpause rückte aufgrund der fehlenden Trainerlizenz – wie im Frühjahr – Denis Buschujew ins vordere Glied.
Nachdem die erste Mannschaft in der Spielzeit 2016/17 aus der 2. Bundesliga abgestiegen war und die Lizenz für die 3. Liga nicht erhalten hatte, übernahm Bierofka die Cheftrainerposition. Die Mannschaft spielte in der viertklassigen Regionalliga Bayern und bestand im Kern aus Spielern der A-Jugend und der zweiten Mannschaft. Am 5. Mai 2018 wurde der TSV 1860 München mit einem 3:0-Auswärtssieg gegen den FC Pipinsried Meister in der Regionalliga. In den Aufstiegsspielen traf die Mannschaft auf den Südwest-Meister 1. FC Saarbrücken. Nach einem 3:2-Auswärtssieg und mit einem 2:2 vor heimischem Publikum stieg der TSV 1860 München in die 3. Liga auf.
Im März 2019 schloss Bierofka seine im Juni 2018 begonnene Ausbildung zum Fußball-Lehrer an der Sportschule Hennef erfolgreich ab.
Nach zwölf Jahren im Verein bat Bierofka nach dem 14. Spieltag der Drittligasaison 2019/20 aus persönlichen Gründen um die Auflösung seines Vertrags als Cheftrainer der ersten Mannschaft.

### Wechsel nach Österreich
Zur Saison 2020/21 trat Bierofka die Nachfolge von Thomas Grumser als Übungsleiter des österreichischen Zweitligisten FC Wacker Innsbruck an. Seine erste Spielzeit in Österreich beendete er mit seiner Mannschaft als Vierter. Nachdem die Innsbrucker sich in der Saison 2021/22 nach dem ersten Drittel auf dem sechsten Platz wiedergefunden und bereits zwölf Punkte Rückstand auf den Tabellenführer hatten, trennte sich der Verein im Oktober 2021 von Bierofka.

### SpVgg Unterhaching
In der Saison 2022/2023 war Bierofka Jugendtrainer der U17 im Nachwuchsleistungszentrum der Spielvereinigung Unterhaching. Im Sommer 2023 trennte sich Unterhaching von Bierofka.

### Bayerische Fußball-Verband
In der Winterpause der Saison 2023/24 gab der Bayerische Fußball-Verband bekannt, dass Bierofka ab dem 1. Januar 2024 als Verbandstrainer dem Trainer-Team angehören wird.

## Erfolge

### Als Spieler
VfB Stuttgart
- Deutscher Meister: 2007
- DFB-Pokalfinalist: 2007

### Als Trainer
TSV 1860 München
- 2018 Aufstieg in die 3. Liga mit 1860 München

## Privates
Bierofka ist verheiratet und hat einen Sohn und eine Tochter. Sein Vater Willi war für die Sechz’ger als Verteidiger aktiv und trainierte sie später auch. Damit sind sowohl Vater als auch Sohn Spieler und Trainer bei den Löwen gewesen. Wie bei seinem Sohn wurde auch Willi Bierofkas Karriere von mehreren Verletzungen überschattet.